# 해체 (법률)
해체(Dissolution)는 법률에서 다양한 의미를 가진다.
청산 과정에서의 해체는 마지막 단계로, 회사(또는 회사의 일부)가 존속을 끝내고 그 자산 및 재산권을 재분배하는 과정이다.
합명회사, 파트너십에서 해체는 파트너십 종료의 첫 단계이다. 두 번째 단계인 청산(Winding up)을 거치면 완전히 해체된다.
국제법에서 해체(dismembratio)는 한 국가가 가지고 있던 주권이 여러 주체로 재분배되어 더 이상 해당 국가가 주권을 가지고 있지 않는 경우를 의미한다. 대표적인 예가 구 소련이 해체되어 여러 공화국에게로 주권이 넘어간 경우가 있다.